# Châtillon (Roine)
Châtillon (també conegut com a Châtillon-d'Azergues) és un municipi francès situat al departament del Roine i a la regió d'Alvèrnia-Roine-Alps. L'any 2007 tenia 2.093 habitants.

## Demografia

### Població
El 2007 la població de fet de Châtillon era de 2.093 persones. Hi havia 778 famílies de les quals 170 eren unipersonals (83 homes vivint sols i 87 dones vivint soles), 245 parelles sense fills, 320 parelles amb fills i 43 famílies monoparentals amb fills.
La població ha evolucionat segons el següent gràfic:
Habitants censats

### Habitatges
El 2007 hi havia 895 habitatges, 797 eren l'habitatge principal de la família, 40 eren segones residències i 57 estaven desocupats. 756 eren cases i 138 eren apartaments. Dels 797 habitatges principals, 608 estaven ocupats pels seus propietaris, 172 estaven llogats i ocupats pels llogaters i 18 estaven cedits a títol gratuït; 11 tenien una cambra, 41 en tenien dues, 99 en tenien tres, 209 en tenien quatre i 437 en tenien cinc o més. 597 habitatges disposaven pel capbaix d'una plaça de pàrquing. A 306 habitatges hi havia un automòbil i a 443 n'hi havia dos o més.

### Piràmide de població
La piràmide de població per edats i sexe el 2009 era:
| Homes | Edats   | Dones |
| ----- | ------- | ----- |
| 0     | 95 o +  | 0     |
| 0     | 90 a 94 | 4     |
| 8     | 85 a 89 | 4     |
| 12    | 80 a 84 | 16    |
| 16    | 75 a 79 | 12    |
| 40    | 70 a 74 | 44    |
| 28    | 65 a 69 | 48    |
| 52    | 60 a 64 | 64    |
| 76    | 55 a 59 | 68    |
| 52    | 50 a 54 | 52    |
| 60    | 45 a 49 | 76    |
| 76    | 40 a 44 | 56    |
| 84    | 35 a 39 | 108   |
| 72    | 30 a 34 | 88    |
| 40    | 25 a 29 | 32    |
| 24    | 20 a 24 | 48    |
| 44    | 15 a 19 | 64    |
| 88    | 10 a 14 | 48    |
| 52    | 5 a 9   | 84    |
| 76    | 0 a 4   | 36    |

## Economia
El 2007 la població en edat de treballar era de 1.317 persones, 1.005 eren actives i 312 eren inactives. De les 1.005 persones actives 936 estaven ocupades (483 homes i 453 dones) i 70 estaven aturades (28 homes i 42 dones). De les 312 persones inactives 121 estaven jubilades, 124 estaven estudiant i 67 estaven classificades com a «altres inactius».

### Ingressos
El 2009 a Châtillon hi havia 833 unitats fiscals que integraven 2.217 persones, la mediana anual d'ingressos fiscals per persona era de 21.928 €.

### Activitats econòmiques
Dels 113 establiments que hi havia el 2007, 2 eren d'empreses alimentàries, 1 d'una empresa de fabricació de material elèctric, 8 d'empreses de fabricació d'altres productes industrials, 20 d'empreses de construcció, 26 d'empreses de comerç i reparació d'automòbils, 3 d'empreses de transport, 3 d'empreses d'hostatgeria i restauració, 2 d'empreses d'informació i comunicació, 2 d'empreses financeres, 8 d'empreses immobiliàries, 22 d'empreses de serveis, 11 d'entitats de l'administració pública i 5 d'empreses classificades com a «altres activitats de serveis».
Dels 27 establiments de servei als particulars que hi havia el 2009, 1 era una oficina de correu, 1 una oficina bancària, 1 taller de reparació d'automòbils i de material agrícola, 1 taller d'inspecció tècnica de vehicles, 1 autoescola, 3 guixaires pintors, 4 lampisteries, 6 electricistes, 2 perruqueries, 1 restaurant, 5 agències immobiliàries i 1 saló de bellesa.
Dels 6 establiments comercials que hi havia el 2009, 1 era una botiga de més de 120 m², 2 fleques, 1 una carnisseria, 1 una llibreria i 1 una botiga d'equipament de la llar.
L'any 2000 a Châtillon hi havia 26 explotacions agrícoles que ocupaven un total de 494 hectàrees.

## Equipaments sanitaris i escolars
L'únic equipament sanitari que hi havia el 2009 era una farmàcia.
El 2009 hi havia 1 escola maternal i 1 escola elemental. Châtillon disposava d'un col·legi d'educació secundària amb 717 alumnes.

## Poblacions més properes
El següent diagrama mostra les poblacions més properes.